# Osmoxylon soelaense
Osmoxylon soelaense är en araliaväxtart som beskrevs av William Raymond Philipson. Osmoxylon soelaense ingår i släktet Osmoxylon och familjen Araliaceae. Inga underarter finns listade.